# Лесли, Александр Дмитриевич
Алекса́ндр Дми́триевич Ле́сли (1781—1856) — дворянин Смоленской губернии, штаб-ротмистр, инициатор первого в Отечественную войну 1812 года отряда ополчения.

## Биография
Потомок старинного шотландского рода, обосновавшегося в России с середины XVII века. Старший сын Дмитрия Егоровича Лесли (1748—1815) — генерал-майора, шефа 1-го Чугуевского казачьего регулярного полка, которому принадлежали земли в Смоленском, Ельнинском, Духовщинском уездах.
Александр Лесли получил домашнее образование. С семи лет был он зачислен в армию. С шестнадцати лет служил в Чугуевском уланском полку, сформированном отцом его генерал-майором Дмитрием Егоровичем.
Участвовал он затем в суворовских походах 1799 года, был адъютантом генерала Голицына, участвовал в антибонапартовской кампании 1807 года.
Вышел в отставку в 1807, поселился в родовом имении Станьково. В 1809 году на свои средства построил в Егорье этой же волости каменный храм во имя святого Георгия вместо обветшалой церкви, сгоревшей от грозы в 1804-м. В 1810 году женился.
В 1812 году вместе с отцом, а также братьями Григорием, Егором и Петром Дмитриевичами и сестрой Варварой Дмитриевной (в замужестве Энгельгардт), сформировали за свой счет первый в 1812 году отряд народного ополчения. «Дмитрий Егорович выставлял 12 конных, Григорий 16 конных и двух пеших, Петр 19 конных, Александр 20 конных, Егор 20 конных и Варвара Дмитриевна 10 человек конных, так что весь отряд составлялся из 97 конных и двух пеших охотников». Также Елизавета Дмитриевна Апухтина (Лесли) из своего конного завода в имении Иваново под Ельней прислала для ополчения 40 верховых лошадей.
Отряд Лесли начал боевые действия у Красного, Гусина, участвовал в Смоленском сражении 4-5 августа, после которого командующий 2-й армией П. И. Багратион подчинил отряд для охраны своего штаба, а братьев Лесли назначил своими адъютантами. Лесли проявили храбрость и отвагу на Бородинском сражении и получили заслуженные награды: Григорий — орден Св. Владимира 4-й степени, с бантом, а его брат Пётр — Св. Анны 3-й степени.
На Бородинском поле погибло 14 ратников отряда Лесли. После изгнания Наполеона из России А. Д. Лесли возвратился с ратниками в имение Станьково и распустил их по домам, дав им вольную.
Умер Александр Дмитриевич в 1856 году. Погребён на территории церкви села Егорье (сейчас оно не существует).

## Семья
Жена (с 4 февраля 1810 года) — княжна Анна Васильевна Друцкая-Соколинская (1785— ?), дочь князя Василия Ивановича Друцкого-Соколинского, в первом браке была замужем за Петром Фёдоровичем Глебовым-Стрешневым. Её четверо детей от Глебова воспитывались в Москве бабушкой Елизаветой Петровной Глебовой-Стрешневой. Дети:
- Александр Александрович (25.12.1810[8]—1877) — окончил военное инженерное училище. В отставку вышел в чине полковника в 1842 году. Был уездным и губернским предводителем дворянства, совестным судьёй и членом Смоленского по крестьянским делам присутствия. Его дети:
  - Алекса́ндр Алекса́ндрович (1845—1900) — генерал-лейтенант.
  - Ольга Александровна (Рачинская) (1852?-1927?) — вышла замуж за Николая Алексеевича Рачинского (1847—1898)
  - Владимир Александрович (1858—1888)
  - Николай Александрович (1859— ?)
- Варвара Александровна (1812—1813)